# داکا-۴
داکا-۴ (به لاتین: Dhaka-4) یک منطقهٔ مسکونی در بنگلادش است که در ناحیه داکا واقع شده‌است.